# William Hyde Wollaston
Pour le philosophe anglais, voir William Wollaston.
William Hyde Wollaston (East Dereham, 6 août 1766 - Chislehurst, 22 décembre 1828) est un physicien et chimiste britannique.

## Biographie
Il naît à East Dereham dans le Norfolk, fils de l'astronome Francis Wollaston (1731-1815) et de sa femme Althea Hyde. Il vit dans une famille aisée et ouverte aux choses de l'esprit et de la culture, le couple a 17 enfants.
Le jeune Wollaston, après Charterhouse School, étudie diverses matières relatives à la philosophie naturelle et à l'histoire naturelle au Gonville and Caius College à Cambridge, entre 1782 et 1787. Durant ses études, il s'intéresse particulièrement à ce qui constitue aujourd'hui la chimie et la physique, la minéralogie et la cristallographie, la métallurgie ; puis il se consacre à la médecine.
En 1793, il obtient son doctorat en médecine de l'université de Cambridge. Élu Membre de la Royal Society en 1793, Wollaston, qui se préoccupe de santé des populations, devient médecin ou physician de campagne jusqu'en 1797. Il s'impose comme une personnalité influente de la science britannique, assez curieusement avant d'avoir accompli une œuvre magistrale.
Il sert dans une commission royale qui s'oppose à l'adoption du système métrique et une autre qui crée le gallon impérial. En 1797, il s'associe avec Smithson Tennant, collègue fortuné avec lequel il mène quelques recherches de chimie organique. La veille de Noël 1800, les deux hommes achètent pour 795 £ exactement 5 959 onces de platine alluvial rapporté en contrebande de la Nouvelle-Grenade (c'est-à-dire l'actuelle Colombie), et confisqué à Kingston (Jamaïque). Wollaston observe que le décapage du minerai à l'eau régale dissout pratiquement tout le minerai, à l'exception de particules noires insolubles. Wollaston analyse la fraction soluble, qui contient, outre le platine, deux nouveaux métaux : le rhodium et le palladium ; de son côté, Tennant étudie les résidus insolubles, formés de deux autres métaux inconnus : l'iridium et l'osmium.
En 1800, pourvu d'une belle rente par ses frères aînés, Wollaston quitte la médecine pour se consacrer avec autorité et avec profit, à des recherches en chimie et en physique. Toutefois, son spectre de recherche extrêmement large ne lui fait pas quitter certaines questions de médecine.
En 1802, il reçoit la médaille Copley pour ses travaux sur le platine et les platinoïdes. C'est le point d'orgue de sa carrière scientifique : il s'impose comme une figure incontournable de la science anglaise.
Il est élu secrétaire de la Royal Society de 1804 à 1813. Il sert dans le Board of Longitude de 1818 à 1828.
L'année 1820 voit sa consécration parmi ses pairs, il est élu président de la Royal Society. In 1822, à la suite de sa présidence, il est élu membre étranger honoraire de l'Académie américaine des arts et des sciences. Il reçoit la médaille royale en 1828.
William Wollaston, accaparé par ses activités scientifiques, ne s'est jamais marié. Il est mort près de Londres. Il est enterré dans le cimetière de Chislehurst.

## Travaux scientifiques
Libéré de son métier accaparant de médecin, le chercheur effectue des travaux importants en électricité. En 1801, une de ses expériences montre que l'électricité produite par frottement est de même nature que celle produite par les piles électriques.
Wollaston, habile manipulateur dans de multiples domaines, le plus souvent perspicace généralisateur, est passé à la postérité pour ses travaux en chimie, en tant que découvreur ou expert consulté de nouveaux éléments.
Il fait fortune en développant la première méthode pratique quantitative de raffinement de minerai de platine, notamment du platine natif. Il obtient ainsi des lingots malléables à partir de "mines de platinum".
Il développe aussi des tests de caractérisation des sels contenant du platine, et découvre deux éléments chimiques : le palladium (Pd) en 1803 et le rhodium (Rh) en 1804. Il invente au passage le compactage de la mousse de platine, qui peut être considéré comme l'acte de naissance de la métallurgie des poudres.
Il conçoit un cryophore pour démontrer le principe du refroidissement rapide par évaporation, mais sans décrire véritablement l'évaporation endothermique d'un liquide. Lors d'une conférence donnée en 1805, qui avait pour thème la force de percussion (On the Force of Percussion), il défend le concept de force vive (vis viva) de Leibniz, prémices de la notion d'énergie cinétique et de conservation de l'énergie.
Dans le domaine de l'optique, il est le premier à remarquer la présence de lignes sombres dans le spectre du soleil, mais ne les étudie pas systématiquement et n'émet aucune hypothèse sur leur origine. Il améliore les performances des microscopes par l'invention de la chambre claire (camera lucida, 1807). Il fait aussi breveter un nouveau goniomètre (1809), et le prisme de Wollaston.
En 1809 le chimiste honoré et célèbre en Europe confirme que le tantale et le titane sont des corps simples et non des composés, et en conséquence qu'ils peuvent servir à nommer des éléments chimiques. Notons au passage que la vision assez "catégorique" ou "aristotélicienne" qu'il a des espèces minérales similaires et des propriétés physico-chimiques approchées des corps chimiques lui fait confondre l'oxyde de colombium, aujourd'hui oxyde de niobium avec l'oxyde de tantale. Cela le pousse à dénigrer le travail de son compatriote Charles Hatchett, découvreur du columbium (ou niobium), et à préférer la chimie suédoise, il est vrai active et souvent innovante. La découverte du colombium par Charles Hatchett sera cependant confirmée en 1846 par les travaux du prussien Heinrich Rose.
En 1̠810, s'il suspecte avec d'autres savants un corps singulier dans des calculs urinaires ou de la vessie, il découvre ce qui est l'amino-acide naturelle cystine. La même année, il essaie vainement de montrer la présence de glucose dans le sang des diabétiques, en particulier dans leur sérum sanguin.
Durant ces dernières années il suit avec avidité les recherches en électricité. Aussi il prétend effectuer une série d'expériences dans le domaine électrique, prémices au développement du moteur électrique. Toutefois une controverse s'élève avec le physicien Michael Faraday, qui constate que Wollaston ne fait que reproduire tout simplement ses expériences, et se prétend l'inventeur du moteur électrique. Il refuse de créditer Wollaston de ses propres travaux antérieurs.

## Honneurs
Il est membre de la Royal Society en 1793, personnalité influente de la société, et s'il est son secrétaire de 1804 à 1813, il est aussi brièvement son président en 1820.
Il reçoit la médaille Copley en 1802 et la médaille royale en 1828.
En 1818, un minéral silicate de calcium spécifique lui est dédié, la wollastonite. Le savant chimiste donne aussi son nom à un archipel chilien ainsi qu'à un cratère sur la Lune.
Wollaston garda jusqu'à sa mort le secret d'élaboration du « platine malléable », procédé qui lui rapportait un revenu confortable, au point qu'à sa mort il dota par testament la Geological Society of London de 30 000 £ afin qu'elle crée un prix scientifique : la médaille Wollaston est la plus haute distinction en géologie.